# مینینگ، اتریش
مینینگ  (به آلمانی: Mining) یک منطقهٔ مسکونی در اتریش است که در برونو آم این واقع شده‌است. مینینگ  ۱۶٫۵۵ کیلومتر مربع مساحت دارد ۳۴۶ متر بالاتر از سطح دریا واقع شده‌است.